# Lomboknium praecisum
Lomboknium praecisum är en mångfotingart som först beskrevs av Chamberlin 1945.  Lomboknium praecisum ingår i släktet Lomboknium och familjen Siphonophoridae. Inga underarter finns listade i Catalogue of Life.